# سيليستين تيت هارينجتون
سيليستين تيت هارينجتون (بالإنجليزية: Celestine Tate Harrington) هي موسيقية أمريكية، ولدت في 1956 في فيلادلفيا في الولايات المتحدة، وتوفيت في 1998 في اتلانتيك سيتي في الولايات المتحدة بسبب حادث مرور.